# Olivia Lufkin

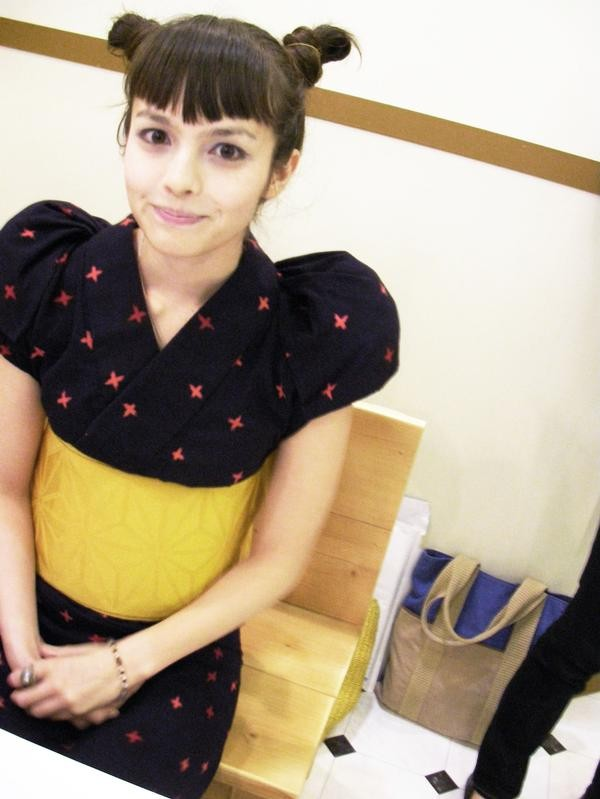
Olivia Lufkin (2007)

Olivia Lufkin, besser bekannt als OLIVIA, (japanisch オリヴィア・ラフキン; * 9. Dezember 1979 in Okinawa) ist eine japanische Sängerin. Sie ist die Tochter eines Amerikaners und einer Japanerin. Ihre Schwester Caroline Lufkin ist ebenfalls eine Sängerin.

## Biografie
Olivia ging auf die Okinawa Actors School und wurde dort entdeckt. Bei Avex Trax unterschrieb sie als ein Mitglied der Girl Group D&D. 1998 stieg sie aus der Band aus und startete ihre Solokarriere. Ihre erste Single I.L.Y.~Yokubou erschien 1999 und hatte einen völlig anderen Stil als zu D&D–Zeiten. Die Musik hatte einen stärkeren Rocksound. Seit ihrer dritten Single Dear Angel schreibt Olivia alle ihre Lieder selbst. Nach ihren ersten sechs Singles, alles mit Pop-Rock oder Alternative Sound, erschien Ende des Jahres 2000 ihr Debütalbum synchronicity. 2001 und 2002 veröffentlichte sie zwei weitere Singles.
2003 wechselte sie von Avex Trax zu ihrem heutigen Label cutting edge. In diesem Jahr veröffentlichte sie vier Mini-Alben, bis 2004 ihr zweites Album The Lost Lolli erschien. 2005 arbeitete sie vorwiegend als Model und Designerin und trat u. a. beim „Halloween of the Living Dead“ auf, dass von Hyde organisiert wurde. 2006 brachte sie die Single a little pain unter dem Namen OLIVIA inspi' REIRA (TRAPNEST) heraus. Der Song war der Schlusstitel zum Anime des Kultmangas Nana von Ai Yazawa. Zum ersten Mal erreichte eine Single von ihr die Top 10 der Oricon-Charts. Ihr Mini-Album The Cloudy Dreamer erreichte Anfang 2007 Platz 15 der Oricon Weekly Charts – ihr bisher bestplatziertes Album.
Olivia hat für die Besucher der deutschen Anime-Convention Connichi 2010 ein Konzert gegeben. Die Connichi 2010 fand im Kongress Palais der Stadt Kassel (ehemals Stadthalle Kassel) vom 10. bis 12. September 2010 statt. Im Oktober 2010 kam ihr erstes Best-Of-Album heraus. Im Jahre 2011 trat Olivia auf der 11. UppCon im schwedischen Uppsala auf.

## Diskografie
Alben
- 2000: Synchronicity
- 2004: The Lost Lolli
- 2007: Olivia inspi’ Reira (Trapnest)
- 2007: Nana Best
- 2010: Greatest Hits

Mini-Alben
- 2003: Internal Bleeding Strawberry
- 2003: Merry&Hell Go Round
- 2003: Comatose Bunny Butcher
- 2003: The Return of the Chlorophyll Bunny
- 2007: The Cloudy Dreamer
- 2008: Trinka Trinka
- 2010: Trinka Trinka + Sailing Free

Singles
- 1999: I.L.Y.~Yokubou~ (I.L.Y.～欲望～, I.L.Y.~Desire~)
- 1999: re-ACT
- 1999: Dear Angel
- 2000: Dress me Up
- 2000: Dekinai (できない, I Can’t)
- 2000: Color of your Spoon
- 2001: Sea me
- 2002: Into The Stars
- 2006: a little pain (als Olivia inspi’ Reira(Trapnest))
- 2006: Wish / Starless Night (als Olivia inspi’ Reira(Trapnest))
- 2008: Sailing free